# Faye-la-Vineuse
Faye-la-Vineuse är en kommun i departementet Indre-et-Loire i regionen Centre-Val de Loire i de centrala delarna av Frankrike. Kommunen ligger i kantonen Richelieu som tillhör arrondissementet Chinon. År 2022 hade Faye-la-Vineuse 272 invånare.

## Befolkningsutveckling
Antalet invånare i kommunen Faye-la-Vineuse
Referens:INSEE